# Башкирское зимнее

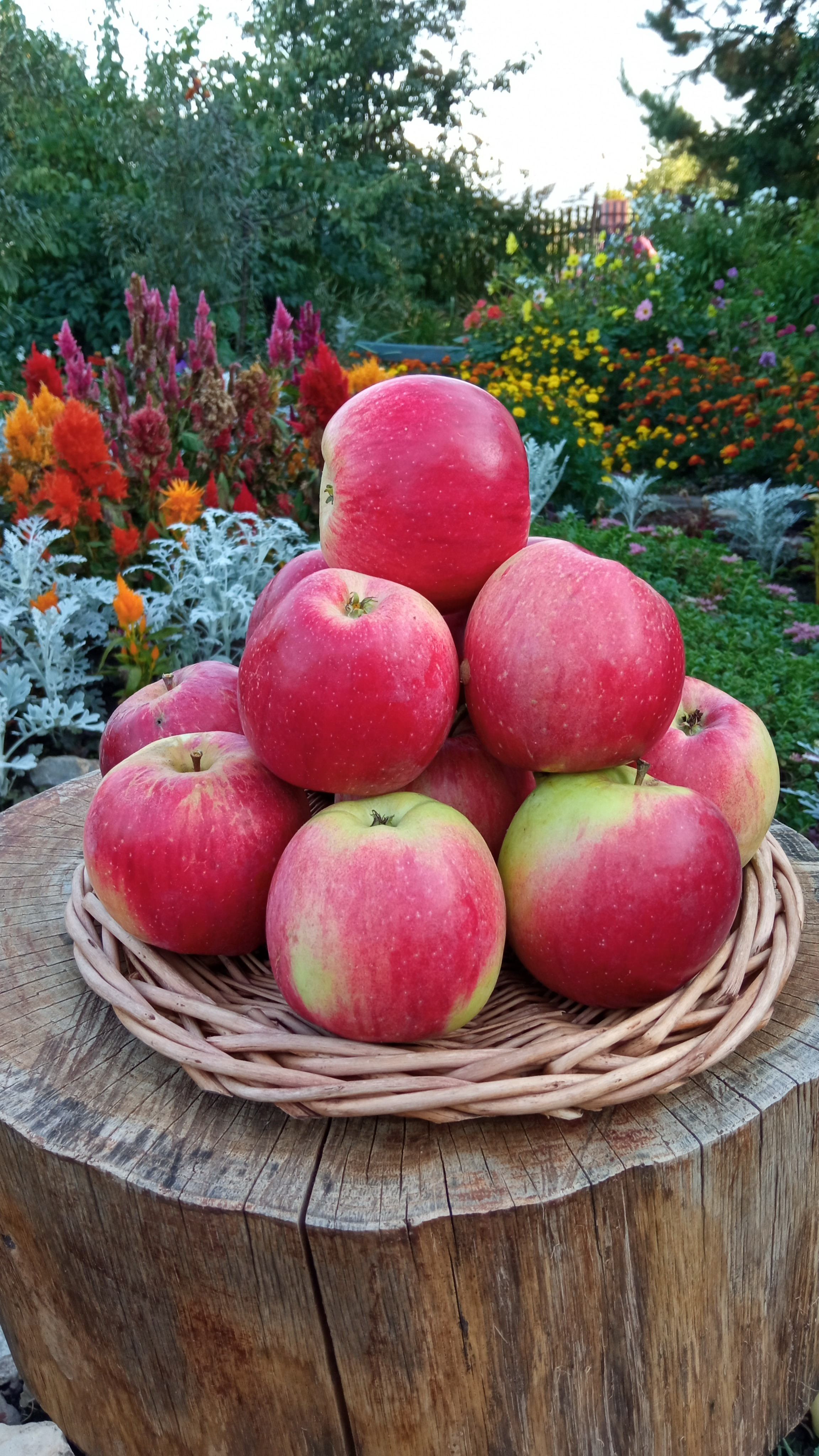
Башкирское зимнее. Фото Виталий Брыкин

«Башкирское зимнее» — позднезимний сорт яблони домашней.

## Происхождение
Сорт яблони получен от скрещивания сортов яблони «Башкирский красавец» и «Уэлси» учёными Р. И. Болотиной, Г. А. Мансуровым, Х. Н. Фазлиахметовым, Т. Г. Деминой в Башкирском научно-исследовательском институте сельского хозяйства. .

## Распространение
Широко распространён в Башкортостане. Районирован в Татарстане, Ульяновской, Самарской и Оренбургской областях.

## Характеристика сорта
Дерево сорта среднего роста округлой формы с ветвями, отходящими от ствола под углом, близким к 90 градусов. Кора на штамбе и основных сучьях гладкая, красноватого цвета. Сорта-опылители: «Башкирский красавец», «Сеянец титовки», «Бузовьязовское».
Побеги средние, прямые, буроватого цвета. Чечевички малочисленные, мелкие, светло-серые, выпуклые. Листья средние, удлиненно-эллиптические, короткозаостренные.
Цветки среднего размера, красноватые, колонка пестиков длинная, без опушения. Цветет в поздние сроки.
Плоды средних размеров, весом 87-145 г, правильной формы, плоско-округлые. Окраска плодов зелёная и зеленовато-жёлтая с размытым красным румянцем.
Мякоть плодов белая с зеленоватым оттенком, кисло-сладкая, со средним ароматом, мелкозернистая.
Химический состав плодов: сухих веществ — 15,2 %, сахаров — 8,8 %, титруемых кислот — 0,67 %, пектина — 0,76 %, аскорбиновой кислоты — 8,4 мг/100 г.
Срок хранения плодов 220 дней. Сорт самобесплодный.
К достоинствам сорта относятся хорошая урожайность (110—210 ц/га) и регулярное плодоношение; осыпаемость плодов слабая. Устойчив к экстремальным погодным условиям и к парше.